# 宝石の国
『宝石の国』（ほうせきのくに）は、市川春子による日本の漫画。『月刊アフタヌーン』（講談社）にて、2012年12月号から連載を開始した。2021年3月号から休載していたが、2022年6月24日発売の8月号から連載を再開し、2024年6月号をもって完結した。作者の市川にとって、初の連載作品である。
2013年の単行本第1巻（講談社アフタヌーンKC）発売時には、記念のフルアニメーションPVが作成された。同年末発表の「このマンガがすごい! 2014年」オトコ編第10位に入っている。2025年に第45回日本SF大賞、第56回星雲賞のコミック部門を受賞。2017年10月時点で累計発行部数は140万部を突破している。
2017年5月19日にテレビアニメ化が発表され、同年10月から12月まで放送された。

## あらすじ
「古代」といわれるほどの過去に「にんげん」が存在したと伝えられる遠い未来の世界。そこでは、遠い昔に6度の流星飛来のために海中に没した地上の生物の中から、「微小生物」に食われて無機物となり、長い年月を経て、宝石の体を持つ人型の生物が生まれており、28体の宝石たちは、月から襲来して宝石たちを拐っていく月人（つきじん）との戦いを繰り返しながら、残された陸地で指導者である金剛先生の元で長い時間を寄り添って暮らしていた。
宝石の中で一番年下のフォスフォフィライトは硬度が低く脆い上に、不器用なため何の仕事もできず、役割のないことに不満に感じながらも根拠のない自信をもって明るく過ごしていたが、遂に金剛先生から博物誌作成の仕事を与えられる。フォスが意にそぐわぬ仕事にしぶしぶながらも任に就いて間もなく、仕事中の夕暮れ時に月人の襲撃を受け、夜の見回りを役割とするシンシャに助けられる。周囲に害を与える毒液を分泌するという体質故に仲間から離れて過ごし、月に拐われることさえ望むほどのシンシャの深い孤独を知ったフォスは「君にしかできない仕事を見つける」と宣言し約束とする。
勢いで結んだ約束を果たす目処も立たないまま悪戦苦闘の日々を過ごしていたフォスは、ある日、月人が学校に落としていった巨大な殻を持つ生物に飲み込まれ、溶かされて殻の一部とされてしまう。そしてダイヤモンドの奔走とシンシャの知恵により復元され無事復活すると、自身を飲み込んだ生物と話せるようになっていた。
殻の中にいた生物はアドミラビリス族のウェントリコスス王と名乗り、故郷の海に帰りたいとフォスを誘う。フォスと海に入った王は一族に伝わる「にんげん」が「月人・宝石・アドミラビリス」の先祖だと話す。実は王はフォスを謀っており、月人に捕らわれていた弟アクレアツスと引き換えにフォスを月人に引き渡し、その際の襲撃でフォスは両足を失ってしまう。しかし、アクレアツスが月人を撃退し、月に一族ごと捕らわれ、人質にされていたという事情を知ったフォスは王を赦す。感謝したウェントリコススは、弟の貝殻の一部からアゲートの詰まった角を与えて、フォスを陸に帰した。
戻ったフォスは足を欠損したことでアドミラビリスのことや聞いた話の記憶をも失っていた。失った足の代わりに貝殻とアゲートをつけたフォスは皆が驚くほどの俊足となり、念願の見張りの仕事を許可されたが、一緒に組んだアメシストが月人に襲われ危機に陥る。
アメシストは宝石の中で最強のボルツと金剛先生に救出されるが、敵を前に動けなかったフォスはひどく落ち込む。間もなく冬が訪れ、宝石たちは皆そろって冬眠に入る。しかし、フォスは戦うことのできなかった自分への悔しさで眠らずにいた。
フォスは鍛錬を兼ねて冬の番をしているアンタークチサイトの仕事を手伝うが、流氷の囁きに騙されて両腕を奪われる。失った腕を補うための素材を求めて、フォスとアンタークは緒の浜に赴く。試しに金と白金の合金をつけてみると、合金はフォスの意志と関係なく動き出し、彼を包み込んで閉じ込める。そこへ月人が襲来し、アンタークは満身創痍となりながらも撃退するが、フォスを救出しようとした隙を突かれて破壊され、拐われてしまった。
この事件はフォスの心に深い傷を負わせ、以降フォスは何度も、アンタークが目の前で崩れ去る悪夢を見ることになる。合金を制御できるようになったフォスは月人を容易に撃退する力を手に入れたが、悪夢を見るために眠ることもできず、罪悪感から逃れられないまま、アンタークの仕事を代わりに淡々とこなす冬を過ごした。
春になり、冬眠から目覚めた宝石たちはフォスの変貌に驚く。戦闘力の増したフォスは、ダイヤとコンビを組んでいたボルツに望まれ試しに組むことにしたが、見回り中に巨大な新種の月人が学校を襲ってきて大騒動となり、フォスたちは苦戦する。しかし、月人は金剛先生の前で打って変わっておとなしくなり、その際に金剛が月人に「しろ」と親し気に声をかけたのを聞いたフォスは、金剛と月人の関係に疑問を持つ。シンシャから、両者の関係に全員薄々気付いていると言われたフォスは、月人についてもっと知りたいと思うようになる。
フォスは久しぶりに目覚めた古参のパパラチアに月人と話がしてみたいと打ち明け、慎重にやるように忠告を受ける。月人研究担当のアレキサンドライトからは月人について徹底的に学ぶ。金剛を見極めようと観察するフォスは、金剛が戦いの最中に自身のかけらで月人を撃退したのを目撃し、身を削ってまで月人と戦っていることを知って混乱する。新たに図書係であったゴーストクォーツと組んだフォスは、彼の賛同もあって月人を理解するために直接的な接触を試みようとする。
月人と接触することに気を取られ、戦闘中に動作不良になったフォスを助けようとしたゴーストは、月人の猛攻によって表面を剥がされて拐われ、内蔵されていた別の宝石があらわれる。アンタークに続き、短期間にふたりのパートナーを自分のせいで月人に奪われたフォスは錯乱してゴーストの中にいた宝石をアンタークと呼び、合金が自身を砕いてしまう。宝石たちの奮闘で落ち着きを取り戻したフォスは、ゴーストの中にいた宝石に別の名を付けることを提案し、金剛は彼をカンゴームと名付ける。そのままカンゴームと組むことになったフォスだったが、見回り中に襲撃してきた月人からカンゴームを庇い、頭部を奪われ不可動状態に陥った。カンゴームはフォスの体に、フォスとは逆に首から下を月人に奪われたラピスラズリの頭部を接続する提案をする。
金剛はフォスにラピスラズリの頭部接合を許可する。医療担当のルチルによって施術されたフォスだったが、そのまま眠り続けることになる。102年後、長い眠りから覚めたフォスは、その日の夜、夢でラピスと邂逅し彼の知識を与えられる。こうしてまた変貌を遂げたフォスは、ウェントリコススの子孫ウァリエガツスと出会い、足の欠損とともに失っていた記憶である「にんげん」の伝説を再び教えられる。フォスはその真実について金剛に問いただすが、「答えられない」と教えてもらえない。フォスは真実を知るため月に行くことを決心し、カンゴームの協力を得て、わざと月人に拐われることで月に向かう。
月に着いたフォスは、月人の代表者であるエクメアから思わぬ歓待を受けて戸惑い、拐われた宝石たちが粉にされ、地面に撒かれていることを教えられ愕然とする。エクメアは金剛の正体が人間に作られた機械であると明かす。金剛は祈ることで月人を無に還す役目を持つが果たしておらず、宝石を誘拐し、粉にして撒いたことも、刺激を与えて祈りを促すためだったと語る。
フォスは金剛が月人のために祈れば宝石たちが脅かされることはなくなると考え、宝石たちが離反したと見せかける事で刺激を与えようと計画する。これを受け入れたエクメアは、監視のためフォスの左目を合成真珠に代え、宝石たちのもとに送り帰す。フォスは月から無事に帰ってきた初めての宝石として仲間から祝福を受け、計画のために彼らの月への興味をかきたてていくが、金剛はフォスに対し怪しむどころか、平然として動じる様子も見せない。フォスは計画に入れる仲間たちの目処がたったあとにシンシャを誘うが、期待に反して断られてしまう。約束の夜、フォスたちの前に迎えの月人が現れる。
計画に乗った宝石たちを連れ、フォスは月へと戻った。しかしフォスの思惑は外れ、この裏切り行為に傷ついたのは金剛ではなく、それぞれが愛する者に置き去られた宝石たちだった。この事態に金剛は宝石たちを集めると、システム上の制限を受けながらも自分の正体と学校の成り立ちについて明かす。また、現在の状況は自身の身勝手から作り上げられた歪で稚拙なものであり、皆を救い出そうとするフォスの目的は正しいとして、宝石たちが全員月に向かうよう促した。しかしユークレースは金剛と新たに対等な関係を築く道を提案し、最終的に金剛も承諾する。
月ではエクメアの処置により、パパラチアが完全な形で復活した。しかし粉にされた仲間のうち、硬度5以下のものを復活させる技術は無く、アンタークが戻らないと知ったフォスは、そのショックから精神に変調をきたし始め、見かねたカンゴームは自分をアンタークとして偽装させるようエクメアに要求する。しかしその意思がゴーストの存在に縛られてのものであることをエクメアに見抜かれ、自由を求めて瞳の光彩に残ったゴーストを取り除く処置を受ける。
エクメアは、宝石たちが金剛を慕い、守ろうとするのは、無思慮な人間による破壊を免れるべく「愛の装甲」と呼ぶべき機能を備えているためだと語る。フォスは仲間の復活の対価として金剛に夜襲をかけることになるが、自我を確立し始めたカンゴームに補佐役を断られ、イエロー、パパラチアと共に地上の宝石たちと交戦。フォスはボルツと闘いながら、争いの原因は金剛にある、みんなのためだと説得するが、ボルツはその言葉を卑怯だと返す。イエローは闘いを放棄し、フォスを庇ったパパラチアはシンシャの毒を浴び、フォスはボルツに体を両断されて倒れる。ユークレースはフォスを理解し、受け入れようと言葉をかけるが、その時月人を引き連れたカンゴームが現れフォスの頭を砕き、3人を回収して去ってしまった。
カンゴームの行動は周囲を気遣ってのものだったが、エクメアは心配のあまり強く叱責する。二人はすでに互いを想い合う恋人同士となっていた。一方フォスは自分の立場に悩み、自壊するほど情緒不安定となる。イエローは無気力に陥り、パパラチアは復活の目途が立たずにいた。
フォスはカンゴームと再会し、救出を感謝するが、カンゴームからはこれまでの関係を否定され、また仲間を振り回し、傷つけているとして思い上がりや傲慢さを指摘される。責任を感じたフォスは他の仲間に謝罪し、次は武器を持たずに一人で金剛を説得に行くと告げる。
宝石たちが訪れたことで活力を得た月人たちは、新しい文化や研究の成果を上げつつあった。エクメアとカンゴームは結婚式をあげ、以降カンゴームは月人の「姫」として豪奢な暮らしを送るようになる。エクメアと愛情を確認しあったカンゴームは、ともに無に行くことを決意する。
粉にされた宝石たちの復活も進みつつある中、フォスは単独非武装で地上を訪れるが、警戒したボルツに体を割られ、捕らわれの身となる。フォスは檻の中から金剛に祈りを懇願し、その願いは初めて資格認証を突破するが、金剛は自らに致命的な不具合があり、祈ることができないと告げる。フォスは再度祈りを乞おうとするが、思わず差し伸べた手を攻撃と見なされ、ボルツの鞭で粉々にされてしまう。フォスの身体は安全のためだとしてシンシャの提案によりバラバラにされ埋められる。220年後、フォスのことが忘れられた時に金剛はフォスを組み立てた。フォスは金剛に祈れと迫る。
フォスは金剛の合掌を押さえつけて強制的に祈らせ、月人たちはようやく無に行けると沸き立つ。エクメアは金剛が今まで祈らなかった理由を、故障により力の制御ができず、ひとたび祈れば月人だけでなく、アドミラビリスや宝石も無に帰してしまうためであり、宝石への執着が故障の原因であり、また金剛に自我を発生させたと語った。
祈りは成就するかと思われたが、あと一歩のところで異常を察した宝石たちが冬眠から目覚めて駆け付け、フォスはかろうじてその場を脱出、そこへパパラチアがあらわれ、自分の体と引き換えにフォスを月に帰らせる。エクメアはフォスの修復にあたり、宝石たちによりバラバラにされ埋められていた200年の記憶を重点的に修復するよう命じる。修復されたフォスは錯乱状態になり、金剛はまだ自分を愛しているので必ず祈る、次は邪魔をする宝石たちをすべて粉にすると狂気じみた言動をする。錯乱状態で復活したフォスは、ダイヤモンドを唆して焚きつけ、アレキサンドライトとベニトアイトを伴って地上へと向かった。
宝石たちが新しく決めた金剛の誕生日を祝ったその夜、フォスたちは地上を訪れた。ダイヤモンドたちはそれぞれの敵と対決、相討ちとなる。そのころ、カンゴームは醜く成り果てたフォスを人間のようであると嘲笑し、エクメアに人間を作ることをやめて正解だと言う。エクメアはカンゴームに金剛を祈らせるためにフォスを利用し、秘かに人間として仕立て上げるよう操作していたことを告白し、金剛の致命的な故障を乗り越えるため、フォスには人間を超えてもらうと語る。
地上に降りたフォスは生き残った宝石たちを次々に砕き、シンシャをも自らの手にかける。フォスは改めて金剛に祈ってほしいと訴えるが、不具合を理由に断られると、金剛をも襲う。金剛は「一心に幸福を祈りなさい」の言葉を残して壊れる。地上に来たエクメアはフォス以外すべての宝石を回収して帰還。月では宝石を月人化する機械が開発され、宝石たちと金剛は自ら望んで月人となり、月と地上の戦いはここに終わりを告げた。かつて宝石だった者たちは、富に満ちた月で享楽に溺れる日々を謳歌する。
かつて金剛が持っていた能力は、フォスが受け取った目を通じてインストールされるが、完全移行までは1万年かかる。フォスは完全な神となるまでの間、かつて人類が迎えた破滅の記憶を見続けながら、苦しみの1万年を過ごすことになった。1万年後、さらに変貌を遂げたフォスのもとに月人たちが集まり平伏する。万能の存在となったフォスは「初めからずっとひとりだった」と語り、月人の悲願だった「すべてを無にする」を祈りの力で叶える。全ての生物は消え失せフォスひとりが残された。
無数の月日が流れたある日、フォスは地上に新たに生まれた岩石生命体を発見。複数の岩石生命体と交流するうち、フォスは自分の中に「人間」が残存していることに気付き慄然とする。そこへ金剛の兄が現れる。兄はフォスの体に人間は残存していないと分析。わずかに残ったフォスフォフィライトの破片は月人からフォスの本来の純粋さがあるから残すよう命じられているという。兄はフォスと岩石たちに人間が消滅するまでの歴史を語る。それから3万年後、水星が太陽に飲み込まれる。地上の気温も急上昇するが、月人が用意した脱出ポッドが起動。兄や岩石たちが乗り込むが、フォスは人間の根絶という目的のため乗船を拒否。兄はフォスからフォスフォフィライトの破片を抜き取り外宇宙へ脱出する。
フォスは軽やかな気持ちで太陽系とともに燃え尽きる。抜き取られたフォスの破片は粉々になったが、その一つが生命を宿していることに気づいた皆は「一番小さい弟」として迎えいれる。脱出ポッドは燃料切れで近くの星に不時着する。さらに時は流れ、兄と石ころたちは移住した星で平穏に暮らしていた。小さなフォスは宇宙に散った自分の分身が彗星となり「だれかのきぶんをあかるくしてるといいな」と願う。 

## 登場人物
※CVキャストは各回クレジットおよび番組公式HPより。
※公式、または作中で複数キャラクターから多く「愛称（略称）」で呼ばれているキャラクターは、説明文においても「愛称」使用を可とする。

### 宝石
フォスフォフィライト
声 - 黒沢ともよ
本作の主人公。愛称「フォス」。身体は燐葉石で、硬度3半、靭性最下級。色は薄荷色。
物語開始の年で宝石の中では最も若い300歳だったが、その後作中で402歳以上となり、年下の宝石も生まれている。作中の出来事でたびたび身体部位を欠損しているが、含有しているインクルージョンが自身を構成しているものとは別の鉱物とでも共生がしやすいという、他の宝石たちにはみられない特性を持っているため、別の鉱物による補完の成功率が高い。欠損部を別の鉱物によって補っていることによって多くの記憶を失いながらも、そうなるに至った様々な経験により、外見や精神面が物語が進むにつれ変化している。月と月人および金剛先生に疑問を持ち、真実を知りたいと願うようになる。
欠損前
前向きで明るく軽妙な性格で、好奇心から無鉄砲な行動を取ることがあり、大事になって周囲を消耗させるトラブルメーカー。宝石によっては「いない方がいい」と評するほどであり、ダイヤからは「人望がない」と嘆かれた。だが仲間想いで優しく純粋で、考え方には他の宝石にはない柔軟性がある。薄荷色のボブヘアは葉っぱを一枚一枚が重ねたようなヘアスタイル。
「大好きな金剛先生を助けるため」に月人との戦闘を強く希望していたが、硬度と靭性が低いことから身体が脆く、腕力も低いうえに不器用で、さらに色合いが月人に好まれるため狙われやすく、適性がないとされていた。戦闘以外の面においても、忍耐強さと理解力に乏しく浅慮なため適した仕事が見つからず、自他共に「役立たず」と認識する有様だったが、金剛からその正直さを評価され、博物誌作成の任を与えられる。シンシャに助力を求めた際に彼の心中を知り、有意義な仕事を見つけると約束した。ウェントリコススに捕食されて復活したのち、アドミラビリス族の言語が理解できるようになる。
1回目の欠損と補完
海で月人に襲われ失った両脚の代わりに、アクレアツスの貝殻から提供されたアゲートと外殻を合わせた脚を接合したところ、脆さで力を発揮しきれなかったインクルージョンの能力が解放されて、他の宝石には目視できないほどの俊足となる。双晶アメシストの33＆84とトリオを組み、念願の見回りの仕事に就くが、臨戦時に恐怖から動けなくなり、その後悔から自身を鍛えようと、冬眠せずアンタークチサイトとコンビを組んで冬の仕事を担当する。
2回目の欠損と補完
流氷の砕氷作業中、流氷の声に騙され、両腕を奪われた。失った両腕の補填として、金と白金の合金を接合するが、直後の動作不全が原因で、月人にアンタークチサイトを奪われてしまう。自責の念と後悔により、明るさが陰ってやや冷静な性格となる。表情も変化して他の宝石たちから雰囲気が変わったと評された。冬の間に合金の活用による戦闘の経験を積んだことで、ボルツがコンビを組むことを望むほど戦闘力が向上、生来の不器用も改善された。しかし、アンタークチサイトの幻覚や悪夢を恐れて不眠になるなど、この段階以降、しばしば情緒不安定な様子を見せるようになる。
合金接合後に、砕けて見つからなかった部位を髪で補填したことで髪が短くなった。大量の合金を取り入れたことから体格も大きくなり、合金の柔軟性によって、両腕以外に身体のどこからでも自由自在に伸縮・変形が可能となる。一方、合金の重みにより俊敏さは失われた。また重みを支えるため、合金は全身に網目状に巡らされており、出し入れの際に合金と擦れて少しずつ元の身体は擦り減るようになる(この補填にも髪が使われている)。
対しろ戦の際に金剛先生が見せた態度から、金剛先生と月人の関係に疑問を持ち、直接月人に接触しようと行動していく。しかしその行動が原因で、次にコンビを組んだゴースト・クォーツが月人に奪われてしまう。自身が律せないほど精神的に危うい状態となり、合金の暴走で自傷自壊しかける事態にも陥ったこともあるが、ゴーストと共生していたカンゴームがコンビとなって以降はいくらか落ち着き以前の明るさを取り戻す。
3回目の欠損と補完
作中2度目の冬に入る前の戦闘中に、カンゴームを庇って頭部を失い、昏睡状態となる。カンゴームが保管していたラピスラズリの頭部を移植したところ、接合には成功したものの馴染み目覚めるまで102年間眠り続けた。 これまでの身体を構成していた5種類の鉱物に、ラピスに含有されていた鉱物6種が加わったことで計11種の複雑な構成となり、フォスフォフィライトの部分は元の半分以下となったが、フォスの自我は維持されている。
目覚めた直後の性格は以前と殆ど変わりないが、口調が語尾を伸ばす間延びした独特のものに変化した。また、夢の中にラピスが現れ、彼の「天才」を貰い受けたことで情報収集・分析能力が向上、言動や思考が似てくる等の変化が見られ、他の宝石たちから心配された。
髪型はラピスのままのロングヘアだったが、カンゴームの要望によりポニーテールに変更する。
4回目の欠損と補完
髪型を変えた直後の戦闘中、新モルガと新ゴーシェを庇った際にポニーテールを斬られる。以降は戻さずにショートにしており、特に補完はしていない。
このころから理解力・思慮深さ・知性等が急激に向上し、金剛先生への疑問を晴らすため積極的に行動するようになる。
5回目の欠損と補完
ラピスの助言とウァリエガツスとの邂逅により示唆を受けたことから、わざと拐われることで月に乗り込み月人と接触。月人の目的が金剛先生と知ると、月人と宝石の関係や状況を変えるため、金剛先生に対する「宝石たちの裏切り」を提案。地上へ一時帰還する際に、エクメアによって月の技術による監視用の合成真珠を、左目に強制的に装着させられる。左目は瞼が閉じず暗闇で光るようになり、また、お白粉が水で落ちなくなるなどの月の技術による処置を受け、服や剣は月産の物を装備するようになる。捉われ粉砕された宝石たちの復元を望んでいたが、エクメアから硬度の低い4以下は復元不能などの事実を知らされ、失った頭部や硬度の低い仲間を取り戻せないことに失望・落胆する。
宝石たちによる生き埋めと再生
2度目の地上への帰還で、フォスを敵視する地上の宝石たちに捕らえられた状態で、金剛と対面。金剛に祈りを求めて伸ばした手を攻撃と誤解され、地上の宝石たちによって粉々に砕かれた。その後シンシャの提案により、再生を防ぐため身体をバラバラにされ破片を隠された。
220年が経過し、地上の宝石たちから忘れ去られ冬眠に入った折に金剛によって組み立て直され、頭部や体の各所が欠損した不完全な状態のまま再生。金剛に「自分のために祈れ」と命じ、金剛がそれに従ったことで「金剛に命令可能な人間と認識されている」ことが判明する。しかし異常な気配に気付いて冬眠から目覚めた地上の宝石たちに追われ、迎えに来たセミ、ゴーシェ、そして自主的に地上に戻ったパパラチアに救われ、月に回収された。
月に帰還後、全身の破損をバルバタに合成宝石で補完される際に、エクメアの命令によりバラバラにされた直近200年の記憶を重視する形で修復される。頭部は大きく破損したままで、胴体にも継ぎ接ぎのようなヒビが見えている。後頭部には後光の形をした合金が露出しており、首周りや背中の尾てい骨の辺りまで棘のように露出している。失った右目は金剛の手元にある。
精神は錯乱状態にあり、金剛の祈りが地上の宝石たちによって妨害されたことから「地上の全ての宝石を砕く」とエクメアに提案。月人全軍と、月の宝石のうちダイヤモンド、アレキサンドライト、ベニトアイトを引き連れ地上に襲来する。月の宝石たちと地上の宝石たちが次々と相打ちになる中、地上の宝石たちを圧倒。月人との対話を望むユークを一蹴し、ジェード、シンシャをも打ち破る。
シンシャと対決した後、彼の毒液である水銀を頭からかぶり、その結果欠けた頭部が補完された。
金剛を破壊し、授けられた右目から金剛が持っていた機能を強制インストールされる。他の宝石たちが月へ去り、体を捨てて月人となる一方で、金剛の任務「祈り」を受け継ぐために人類がたどった破滅の光景を見せられ続け、1万年を孤独に過ごす。
1万年後の変容
顔から眼鼻口がなくなり、背中に光輪のようなものを付けている。過去の戦いの記憶や憎悪は消え去り、一人称は「私」。月人たちの悲願だった「すべてを無にする」を叶え、月人、宝石、アドミラビリス族を全て消し去り、地上でただ一人の存在となる。
シンシャ
声 - 小松未可子
辰砂。硬度2。ダイヤモンドと同じ年の生まれ。体色は赤。
体から銀色の毒液を無尽蔵に出して操る能力を持ち、戦闘能力は非常に高い。また他の宝石たちと異なり、周囲に毒液を浮かばせ採光することで一晩中活動することが出来る。しかし毒液は周囲の大気・土・水・草などを汚染する上、他の宝石に付着すると、その部分が光を通さなくなり、削り捨てる処置をしなければならなくなる。
毒液の放出を完全には制御できないため、学校に自室はあるものの他の宝石に危害を与えないよう距離を置いている。日中は海に面した崖の中ほどにある洞穴で過ごし、月人の現れない夜に見回りをするという無益な仕事に自ら望んで就いている。
博識で、フォスの博物誌作成を手伝ってほしいと頼まれたことからフォスと交流を持ち、「月でなら自分の価値を見出してもらえるかもしれない」「月人に拐われるのを待っている」と、自分の存在自体が迷惑であることに心を痛めていることを明らかにする。フォスに完全に心を開いてはいないが、期待しないように自分を律しながらも気になっている。
フォスの初めの月行き計画を直接知らされており、月から帰ってきたフォスに月人からの情報である金剛先生の正体を明かされ、裏切って共に月に行くことを誘われたが、「独りにされる先生が可哀相だ」という理由で断り、その後期限まで幾度ものフォスの説得にも応じなかった。フォスたちが月に去った後に、金剛先生にうながされて恐る恐る残った宝石たちに合流して共に告白を聞き、ユークの提案を経てボルツに手を引かれ宝石たちの輪の中に入っている。その後、月から来訪したフォスら3人の宝石と、残った宝石と共に交戦した際には月側の撃退に貢献するが、毒液でボルツにも被害がおよんだことを気にしていたため、金剛に再度の月行きを勧められる。しかし宝石たちが毒液のことを含めてシンシャの功績を讃え受け入れてくれたこともあって、「月には行かない」と改めて表明する。
フォスの破片を隠して220年が経過するころには完全に地上の宝石たちと仲良くなり、冬の仕事に同行した際には応援を頼まれたり、同室で冬眠できるように「巨大シンシャちゃんケース」を特別に作って貰ったり、春には花飾りの代わりにペリドットから紙製の花飾りを作って貰うなど、充実した生活を送っていた。再生したフォスと対決した際に、その生活が楽しかったと告白している。
月人化後は、白衣のような服にエプロンで、ひざ下丈の長靴を履いて花を扱っている。
金剛先生（こんごう せんせい）
声 - 中田譲治
宝石たちを教育し束ねる人物。宝石たちからは「先生」と呼ばれている。剃髪に袈裟を着た仏教僧のような姿で、宝石たちの頭が自身のみぞおちの高さにくるほど大柄な体格をしており、自らの身体の一部を砕き撃ち出すことで月人の群れすら一撃で退ける攻撃力を持ち、宝石たちを守る。しかし時折強烈な眠気におそわれるため、そのたびに学校の本堂で眠っている。本人はこれを「瞑想」と称しているが、宝石たちには「昼寝」と認識されている。硬度は不明だが、自損はできず、他から壊されることも困難だと語っている。また宝石と同じく手袋をしてはいるが、実は金剛が直に触っても宝石が割れることはない。
「にんげん」という言葉に動揺したり、月人と関係があるような言動もたびたび見せたため、フォスに疑念を持たれはじめる。シンシャ曰く、「全員が勘付いている」「暗黙のうちに先生を信じると決めた」とのことで、フォス以外の宝石達はこの疑惑を晴らそうとはしなかった。
月人のエクメアによると、その正体は人間の作った機械で、人工の六方晶ダイヤモンドからなる外装を持つ強力な破壊装置。死した人間の魂が無と安寧の領域に行ける状態まで分解するよう「祈る」機能と役割を持つが、内部が毀損したためなのか本来の役目を果たそうとしていないと判断されている。またフォスが「にんげん」について質問した際に回答を拒否していたのは、自身の成り立ちについてや「にんげん」に関する情報は話すことが出来ないように設計されているためと月人からは推測されており、第64話で宝石たちに自らのことを話した際にも予め「話したくても話せない情報がある」とした上で、単語が歯抜け状態で話を聞かせている。第65話で自ら宝石に名乗った正式名称は金剛大慈悲晶地蔵菩薩。
また金剛は人間より能力的に優れているため、負の感情を抱いた人間による破壊や攻撃を防ぐ対策として、人間から好意を向けられるための物質を発する機能があり、エクメアたち月人はこの機能を『愛の装甲』と呼んでいる。人間に対して有効な機能であるが、元が人間の月人や宝石、アドミラビリス族もこの影響を受けるため、月人達でさえ金剛を憎むことが出来ないでいる。また、彼の「祈り」も月人だけでなく宝石やアドミラビリス族へ影響すると判明し、宝石たちの喪失を彼が恐れたことが故障の原因であると考えられている。
フォスが月から戻った際も平素と変わらず、逆にフォスを動揺させる。その後フォスが金剛に刺激を与えるため「宝石の裏切り」計画を実行し、8人の宝石とともに再び月に向かった直後には、残った宝石たちに可能な範囲で自分のことと、初めて宝石を見付けてから今の生活を築いた理由や月人の襲撃の目的が自分であることを話した。また、彼自身も宝石たちを愛し、宝石たちに「新しく清らかな地を用意したかった」にも係わらず戦いを日常としてしまっていることや、本来は隷属する立場にあるはずの自分が、指導者の立場に立っていることで、宝石達と歪な関係になってしまっていることを後悔していた。宝石達には現状を変えようと動いたフォスが正しいと諭し、自分から離れてフォスの元に行くことを勧めるが、「仕切り直して異種ではあっても対等な者同士として新たな関係を築く」というユークレースの提案を聞き、現在の状況よりは是として受け入れる。その後、「金剛先生」から「コンちゃん」へと愛称が変更された。
フォスによって破壊された後、エクメアの手により月人化。月人化した宝石たちと一緒に月に住むこととなり、アンタークチサイトとも再会し、アンタークチサイトに対して「（フォスを）許してやってくれないか」と言う。
ダイヤモンド
声 - 茅野愛衣
ダイヤモンド属。愛称「ダイヤ」。硬度10、靭性2級。シンシャと同じ年生まれ。
物腰が柔らかく優しい性格である一方、悩みやすく抱え込みがち。 男性的ないし中性的な性格や言動が大半の宝石たちの中では、珍しく女性的な立ち振る舞いや仕草が特徴の宝石。身体は無色であるが、光を反射し7色に輝いている。恋話が好きでシンシャには恋愛偏重主義と言われている。見回りのコンビ相手のボルツからは普段「お前」と呼ばれているが、「兄ちゃん」と呼ばれることもある。
硬度は高いがへき開があり割れやすいため、ボルツのように強くなりたいと願っているが、ボルツに対しては愛情と共に嫉妬や羨望や劣等感が強くあることに苦しんでおり、「ボルツのいない所に行きたい」と誘われる前からフォスによる月行き計画に自ら乗る。220年が経過したころには、ふわふわしたパニエスカートと白ロングブーツのアイドル歌手姿でライブ活動をするなど、月での生活を満喫していた。
地上から帰還したフォスから地上襲撃に同行するように言われ、最初は「ライブで忙しいから」と断ったが、「ボルツを連れてくる」と言われると、彼との決着を付けるために同行を承諾。220年ぶりにボルツと対面するが、彼が既に戦闘への興味を失っていることに逆上。弟との一騎打ちの末に彼を剣で両断するが、自身もボルツの鞭が胴体に当たり、両者共にバラバラに砕け散った。
ボルツ
声 - 佐倉綾音
カーボナード。ダイヤモンド属。硬度10、靭性特級で黒い色をしている。ダイヤによると「弟」で、当初はダイヤと見回りのコンビを組んでいた。クラゲ集めが趣味。宝石たちの中で冬眠時の寝相が特に悪く、寝ぼけて歩き回るが何故か布をかけると大人しくなる。
足先まである黒い長髪が特徴。この髪は自身の硬度を生かし月人の攻撃を防ぐことにも、振り回して切り裂く武器としても使用する。金剛先生に次いで強く、戦闘狂と評されるが、ときには冷酷にみえるほど冷静であり合理的な性格で戦術眼に優れる。多結晶体であるため、同属のダイヤモンドらより遥かに割れにくく強い。
他の宝石たちの戦闘の癖を読み取り、そこからの改善点を見つけることが得意。そこで、学ぶべき点が多いと判断したフォスから、交代で宝石たちがボルツと組むという提案が出された結果、戦闘の相性の良いジルコンとコンビを組み直すことになる。
仲間の一部を連れて月に行ったフォスに従うことを金剛先生から勧められた際には、「都合の良い仲間を選び試し欺いたフォスは卑怯で高慢」と断じて勧めを拒否し、金剛の元に残ることを選択する。月から戻ってきたフォスの「金剛は機械や道具にすぎず、生命体ですらない」という主張に反発する。フォスたちと交戦した際、左足を欠損し、髪にシンシャの毒液を浴びる。毒を浴びた部分を削り捨てる処置が必要になったこと、また左足の回収不能な部分を補填するために髪を使ったことから短髪になった。
220年が経ったころには、長らく月人が襲来しなかったことで戦闘への興味を失っており、地上に降りたダイヤにそれを打ち明けたことで彼の怒りを買う。戦いの末にダイヤに「変わったね、兄ちゃん」と呟き、無抵抗のまま攻撃を受け、眠るように倒れた。
モルガナイト
声 - 田村睦心
緑柱石の一種モルガナイト。愛称は「モルガ」。硬度7半。長髪でピンク系の体色をしている。
口調は粗く、やんちゃ。ゴーシェナイトとコンビを組んで見回りの任に就いている。
フォスが頭部を失い意識不明となった後、ゴーシェナイトと共に月人に捕まってしまう。 
新しく生まれたモルガナイト
以前のモルガナイトが拐われた後に生まれた同種の宝石。先代モルガのボリューム感のある髪よりは短く、セミロングヘアーを髪留めで纏めている。先代とは反対大人しく内気な性格で「前のモルガと全然ちがう」と皆が言うので困っている。新ゴーシェが去って地上組の最年少になっているが、分解されたフォス破片の隠し場所を話してしまうなど、相変わらず無邪気で純粋なままである。
ゴーシェナイト
声 - 早見沙織
緑柱石の一種ゴーシェナイト。愛称「ゴーシェ」。硬度7半。無色であるが、薄いグレー系で描かれている。
モルガとコンビを組んで見回りの任に就いている。常に困り眉。落ち着きのある性格。
フォスが頭部を失い意識不明となった後、モルガと共に月人に捕まってしまう。 
新しく生まれたゴーシェナイト
以前のゴーシェナイトが拐われた後に生まれた同種の宝石。以前のゴーシェナイトと変わらない容姿をしているが、性格は活発でおそれ知らずで人懐こく、フォスを「先輩」と慕い、付いて廻る。フォスとカンゴームの月行き計画の会話を偶然聞き、誘われていないにも関わらず勢いでフォスの2度目の月行きに同行する。
月でも能天気に月人たちと遊園地やスケボーで遊んでいたが、偶然に隔離されていたパパラチアを発見し彼の作戦に協力する。宝石たちを月人化する装置が完成した際、好奇心から最初に装置へ入ったことで図らずも装置稼働の実験台となったが、無事に月人化した。
ルチル
声 - 内山夕実
金紅石。硬度6。体色は金紅色と金色のツートーンになっている。
医療担当。白衣を着ており、割れたり砕けたりした宝石たちの修復や、耐塩樹脂などの管理・取り扱いをしている。隠れナンバーワン美脚と称される。かつてはパパラチアとコンビを組んでおり、彼を治すために医療技術が上達した。
通常の口調は非常に丁寧。怒ると荒っぽい口調になるが、5巻の登場人物紹介や古参の宝石によると、元々は相当生意気だったと語られている。身体を欠損しては前例のない変貌を遂げていくフォスの身を案じるなど、医療には真摯に取り組んでいる。一方で神経質そうに見えて雑な性格をしており、フォスやジェードからは、時折「ヤブ」と呼ばれている。新規の生物や部位を解剖しようとしたり、フォスとラピスの接合の経過がよければ、パパラチアを治すために他の宝石たちの身体を利用することも考えたりとマッドサイエンティスト的な一面もある。
月帰りのフォスから最初にパパラチア治療の可能性をちらつかされ、月行きに誘われるが、約束の時間になっても決心がつかず、パパラチアを月に持ち去られてしまった。激怒のあまりに自壊でヒビが入り、そのままの姿で海中を探し回っている所を金剛先生に回収される。金剛先生の告白とユークの提案のあとはパパラチアを追って「月に行く」といきり立つが、残った宝石が誰も賛同しないことなどで荒れて暴れていた。
月に行ったフォスと宝石が学校に現れた際には、パパラチアと交戦している。二度目の来襲で宝石たちに分解されたフォスを、檻の隙間から恨めしそうに睨んでいた。220年後、地上に帰還したパパラチアから彼のパーツを譲り渡される。当然彼の目の前でパパラチアは眠りにつくことになったが、すでに正気を失っていたルチルは、パーツを頑として離さずに抱えこんでいる。
ジェード
声 - 高垣彩陽
翡翠。硬度7。体色は翠で、名前は初期にはジュードと表記されていたが、2巻からジェードに変更された。
朝礼や打ち合わせの議長のほか、金剛先生への報告を担当している。宝石の中では珍しく一人称が「私」で、正確は生真面目かつ苦労性。ユークレースを頼りにしている。別名「堅牢のジェード」と呼ばれ、壊れにくさでは2番目。
ユークレース
声 - 能登麻美子
ユークレース。硬度7半。第8話の時点で生まれて2,173年を経ている。愛称は「ユーク」。体色は左側が灰白色で、右側が青色に分かれているという特徴を持つ。時折この色は逆になったり真ん中になったりと移動することもあるが、本人も統計を取ってみたものの理由は分からないままになっている。
書記担当で、見張りの計画作成などを担っている。ジェードと行動をともにしていることが多い。おっとりして落ち着いた佇まいをしているが、聡明で洞察力がある。ダイヤモンドと並び、宝石の中では珍しく女性的な口調で話す。
月から帰ってきたフォスが何か企んでいることを察し、やんわりと釘を刺したことでフォスは以降仲間を月へ誘うことができなくなる。フォスが誘いに乗った宝石と月に去ったあと、金剛先生が自分の出自や立場を説明し、残った宝石にも月行きを勧めた際に、「金剛」と宝石で初めて呼び捨てで挨拶し、新たに対等な関係を築くことを提案する。そのためか地上に残った宝石たちに頼られ、事実上のリーダーとなった。金剛が現在のフォスの命令に逆らえないという事実を、いち早く認識している。
地上の宝石たちが全員月に拐われた際、アメジストに月人化を打診され、他の宝石たちから判断を委ねられたと知ると、戦いを終わらせるため月人化を承諾した。
レッドベリル
声 - 内田真礼
緑柱石の一種。愛称「ベリル」。硬度7半。赤い体色。
服飾担当で、生地を作成したり宝石たちの制服やパジャマなどを作成したりしている。美意識が高く毎日髪型が違う。
Webラジオによれば、宝石たちは生まれた当初は長さや量、性質によって金剛先生が髪型を考え、その後は各自に任せていたが、最近は彼による調整が入っている。
月帰りのフォスの服などから月に興味を示していたが約束の場には行かなかった。フォスたちが去った直後には錯乱状態で仲間を探し回り、崖下で激しく損傷した姿で発見された。220年が経過、損傷以前の明るさを取り戻し、ヘアアレンジなどおしゃれ意識を復活させている。
アメシスト
声 - 伊藤かな恵
紫水晶。硬度7。
見回り担当で剣の凄腕。双晶であり、2人で1つという存在。髪型は分け目が左右対称となっている編み込みにしており、向かって左側の目が隠れているのが「エイティ・フォー」、向かって右側の目が隠れているのが「サーティー・スリー」。時折本人たちもどちらか分からなくなり、また互いに入れ替わったりもしている。片方がのんびり、もう片方がおっとりとした性格。新しい脚を得たフォスと一時的にコンビを組むことになる。お互いが素手で触れあっても双晶なので割れないが、その音は周りにはストレスとなる。
2人が離れたらどうなるかという興味を持っていたサーティー・スリーがフォスの月行きの誘いにのるが、それを知ったエイティ・フォーが「あの子を月に行かせるのは可哀相だから」という理由で髪の分け目を逆に変えてフォスを騙し入れ替わったため、サーティー・スリーは金剛の元に残ることになる。
220年が経過、エイティ・フォーは両目を出し、パンツルックにハイヒールの女性科学者のようないで立ちに変わり、月の宝石たちの実質的指導者らしき立場になっている。その間に宝石たちを月人化する装置を完成させた。
ベニトアイト
声 - 小澤亜李
ベニト石。愛称「ベニト」。硬度6半。体色は青。
常識人。不幸体質でもあるらしい。自分は「すごくふつう」であると思っているため、月人や相方のネプチュナイトのような変なものに憧れを抱いている。自室はシンシャの隣であり、「落ち着かない」と不安を零していた。
皆で夜やるカードゲームも好きだが弱い。ウエントリコススとの会話で一人で喋っていて重症のノイローゼと皆から思われたフォスに、「夜にみんなと一緒にトランプをしよう」と誘ったり、月人が見られないため目隠しをしたアレキを支えて歩くなど優しい一面もある。
「ふつうでないこと」に惹かれて、フォスの月行き計画にのる。月では月人の食事を不思議がったりしていた。 220年後にはアレキとともに月人に食事を提供するなど、経口での栄養摂取にやはり興味があるような描写がある。
地上から帰還したフォスの四度目の地上襲撃の際、アレキによって彼自身の制御役として無理やり同行させられる。ネプチュナイトに対して「わけのわからないところが見下されているようで好きじゃなかった」と思いを打ち明けつつ、アレキの首輪に繋がった鎖を引きつつ逃げるように呼びかけるなど彼に対する感情は健在であった。最終的に千切れたアレキの頭が自身の頭に当たり、砕け散って倒れた。
ネプチュナイト
声 - 種﨑敦美
海王石。愛称「ネプちー」。硬度5半。体色は暗色で、髪は細長く二つ結びにしている。
辛口な性格の変わり者。ベニトと組んで見廻りをしている。感情をあまり表に出さないが、口を開くと辛辣な台詞を吐く。宝石たちが就寝や冬眠の前にやる「まくら投げ」が得意。
ジルコン
声 - 茜屋日海夏
ジルコン。硬度7半。
フォスに次いで若いが優秀で、年下のフォスにも敬語を使う程、真面目な性格。物語開始時はイエローダイヤモンドと組んでいたが、後にフォスの提案で交代で宝石たちがボルツと組むという企画の際に、イエローダイヤモンドのことを大事に思うあまり全力を出し切れていないと見抜かれる。以降はイエローの勧めもあってボルツと組むようになる。
オブシディアン
声 - 広橋涼
黒曜石。硬度5。体色は黒。ボブカットの髪型をしている。
武器製作担当。ポヤポヤとした口調でしゃべる。業務のわりにノリが軽い。月から戻ったフォスが金剛に命令できることを怖がる。
イエローダイヤモンド
声 - 皆川純子
ダイヤモンド属。硬度10。作中で現存の宝石たちの中では最年長の3597歳で「おにいさま」と呼ばれている。愛称は「イエロー」。俊足。面倒見がよく、大らかな性格。
物語開始時はジルコンとコンビを組んでいたがボルツとの方が相性がいいことを知り、そちらとコンビを組むよう金剛先生に勧める。以降はダイヤと組むようになっている。
長年生きてきた中で、戦う理由や自分の趣味などを忘れていると自嘲することがある。また、かつて組んでいた相手であるグリーンダイヤモンド・ルビー・サファイア・ピンクトパーズの全てが月に連れていかれていることを気にしている。
フォスの2度目の月行きには、連れ去られた仲間に謝りたいという理由で同行する。月でフォスから金剛先生の正体と、月に拉致された宝石たちが粉にされたことを知らされ自壊してしまうが、宝石世話係の月人2人に修復される。失った仲間の再生がないまま月で220年が経過し、無気力状態と化す。その症状から自らを月人と思い込んでいることが判明し、月の宝石たちに月人化の研究を思い立たせる切っ掛けとなった。
アレキサンドライト
声 - 釘宮理恵
紫翠玉。硬度8半。
女性的なしゃべり方をする。髪が長く見た目も女っぽく、一人称も「あたし」。「アレキ」または「アレキさん」と他の宝石たちからは呼ばれるが、本人は「アレキちゃん」と呼ばれたがっている。
月人をまともに見ることができないという特殊な体質を持っている。通常は青系統の色をしているが、月人をみると半分の確率で色が赤くなって戦いで暴走し、ときにはそのまま気絶することもある。
この体質を克服するため、月人の絵を描くなどの研究をしている内に、出現した月人の情報をまとめる仕事に就くようになった。それを利用して、自分の手になるオリジナルの資料を混ぜこむなどの行為もみられる。こうした振る舞いから月人研究マニアとも呼ばれている。
また相棒であったクリソベリル をフォスが生まれる少し前の300年以上前に連れ去られており、月人を研究するのはこの憎しみを失わないためでもある。
フォスの2度目の月行きには月人を直視しないように目隠しをしながら同行するが、イエローと同じく粉にされた宝石の砂漠を目にして自壊しはじめてしまう。その後、イエローとともに月人に修復され、目隠ししたままのためベニトに支えられて他の宝石たちに合流している。月では月人を見ると赤くなる体質を改善したいと思っていたが、220年を経ても目隠しをしたままである。
地上から帰還したフォスから地上襲撃の話をされた際、「月で過ごし続けて今の生活が好きになったが、フォスに月へ行くと言ってしまったから約束を果たす」と、同行を承諾する。その際、ベニトにも自身の制御役として着いてくるように命令した。
地上に着くと目隠しを外し、月人の大軍を見るも気絶する。しかしダイヤとボルツの戦闘が終わると突如赤くなって立ち上がり、地上の宝石たちの大半を破壊した。首輪の鎖をベニトに引かれた結果頭部がもげるが、それでも止まらぬままベニトとネプチュナイトを破壊した直後に倒れる。
ペリドット
声 - 桑島法子
硬度6半。
紙製作担当。スフェンとコンビを組む。知的でクールな性格。中性的な外見で、女性的なスフェンと共に「チームセクシー」と称される。一人称は宝石の中では数少ない「私」。 博物誌編纂を始めたばかりのフォスに紙を無駄に使うなと注意している。
かつては月に連れ去られたブルーゾイサイトと組んでいた。
月帰りのフォスの月行き計画に興味を示していたが待ち合わせ場所には行かず、何人もの宝石がフォスと共に月に行ったと知った時には若干自壊が入るが、金剛による正体の告白を受けたユークの提案の後は「ブルーゾならユークが正しいと言う」として金剛の元に残ることを決める。
スフェン
声 - 生天目仁美
チタン石。硬度5。
工芸意匠担当。ド派手にきらめいているが、コツコツした地味な作業が好き。緑の混じったオレンジの長髪で、目がぱっちりとした女性的な外見に反し、男性的な口調で喋る。椅子修理などの作業時には 三つ編みにしていることが多い。宝石たちの中では年長組であり、面倒見の良い性格。 ペリドットとコンビを組み、「チームセクシー」と称される。
かつてはブルーゾイサイトと共に月に連れ去られたトパーズと組んでいた。
月帰りのフォスには月行き計画メンバーに数えられていたが付いていくことはせず、フォスと仲間の月行き後の金剛による正体の告白とユークの提案の後は、ペリトッドと同じく「トパーズもそう言うと思う」として金剛の元に残ることにする。
ウォーターメロントルマリン
声 - 原田彩楓
硬度7半。愛称は「メロン」。体色のほとんどはペールグリーンだが、見えている部分では髪の頭頂がピンク色をしている。「いやん」「きゃー」など女の子のようなしゃべり方をする。
ヘミモルとコンビを組む。マイペースでおっとりだが、驚いたり怒ったりなどのストレスがかかると帯電する。これを利用し特殊な攻撃ができる。
金剛の告白のあとも「月は嫌。先生とやり直す」とユークの提案にのる。
ヘミモルファイト
声 - 上田麗奈
異極鉱。硬度5。愛称は「ヘミモル」。
ウォーターメロントルマリンとコンビを組む。フォスやジルコンより少し年上で、若手のホープ。どの先輩を目標にするか検討中。メロンの分までしっかりしているつもりでいる。
金剛の告白のあとも「月はきつそうだから」として、残ることを選ぶ。月から来襲したフォスに「信じられない恩知らず」と罵る。
アンタークチサイト
声 - 伊瀬茉莉也
南極石。愛称「アンターク」。硬度3。体色は無色だが、白やグレー系で描かれている。
通常は完全な液体だが、気温が下がると結晶して人型になる。フォスより硬度が低いが、寒くなるほど強くなる。金剛先生を強く慕っている。
冬以外の季節は眠って過ごし、冬になると目覚めて他の宝石たちの冬眠の間、金剛先生と二人で共に月人の迎撃と流氷砕破の仕事をする。そのため団体行動は苦手。氷削に使っているノコギリは他の宝石の剣と同じ材質でできており、月人撃退の際には武器として用いる。黒い手袋とヒールのある雨靴のようなブーティーを着用。
フォスとともに流氷砕波の仕事を行っていた際、海に落ちて両腕を紛失したフォスのために、新たな腕の素材として合金を見つけ、仮止めしたところで月人に襲われる。身体の各部を破損しながらも一人で新型を撃退するが、フォスを助けようとした隙を再び現れた月人につかれ、かろうじてフォスが取り戻した右足の足首からつま先の部分だけを残し、連れ去られてしまう。
宝石たちが月人化した際に、アンタークチサイトも復活し金剛と再会できたが、その際の金剛の言葉からフォスの真意を誤解したままとなる。後に金剛から「（フォスを）許してやってくれないか」と言われた時は「はい」と答えている。
パパラチア
声 - 朴璐美
パパラチアサファイア。硬度9。靭性準一級。体色はオレンジレッド。制服の白シャツはボタン が左前で、女性向けの仕様になっている。ふくらはぎまで届く癖っ毛の長いロングヘアで、男性的なしゃべり方をする。冷静沈着、かつ面倒見がよく優しい性格。
イエローダイヤモンドと同じくらいの年齢。ボルツの次に強かったが、生まれつき体にたくさんの穴が開いており、適合している鉱物素材をあてはめなければ活動できない。そのため共に闘っていたルチルが、様々な鉱物素材で穴を埋める処置をし支えていたが、年々適合率が下がり、目覚める確率や活動時間が短くなっている。物語開始時には医務室に安置され眠り続けており、毎日ルチルが彼を目覚めさせようと鉱物素材の組み合わせを試していた。冬の間にフォスが見つけたルビーをはめたことで、約232年ぶりに目覚め、フォスに真実を知りたいと相談を受けた際には、自分が「ルチルに自分への施術を諦め、楽をさせてやりたい」と願っていることを例に挙げ、「清く正しい本当が辺り一面を傷つけ、全く予想外に変貌させてしまう」可能性があるため、冷静に慎重に行動するようにと助言を与えたのちに倒れ、再び眠りについた。
その想いをくんだフォスにより、ルチルに無断で体を月に持ち出され、エクメアの施術で102年ぶりに再び覚醒、以降はフォスと月人達に協力するようになる。地上への襲撃では、応戦してきたルチルやジルコンとスフェンを倒している。
別の館で静止中だったところを新ゴーシェに発見され、フォスの救出に同行。彼に代わり地上に残る。
ゴースト・クォーツ
ファントムクォーツ。硬度7。透き通った白色。
図書室管理兼長期療養所担当。不思議な雰囲気を漂わせており、存在感を消していきなり背後から話しかけてくることがある。体が多層になっており、カンゴームについて「中にもう一人いる」と語っていた。月人を調べることを決意したフォスにラピスに似た部分を感じ、コンビを組むことを申し出た。月人との戦闘中に捕まりかけたフォスを助けようと立ち向かった結果、矢で左腕を砕かれた上、髪以外の体の表層部分がすべて剥がれ落ちてしまった。フォスの救出は成ったものの月に連れ去られる。
武器は他の宝石たちが通常の武器として使っている刀身の黒い刀剣とは違い、アンタークの氷削兼武器用ノコギリや刀の同じ色と性質を持つ大鎌。
カンゴーム
ゴースト・クォーツの「中の子」。黒水晶。ゴーストと比べると言動は粗暴だが、同様に面倒見のいい性格。ゴーストが月人と戦った際に髪の毛の一部と両目以外の表層が剥げ落ち、月へ連れ去られたことによって現れている。またそのために他の宝石たちに比べ一回り小柄。ゴーストの中にいたころから、時々ゴーストの意志とは関係なく動いていた。ラピスの言う事は聞き入れており、ラピス奪還のためにゴーストを危険に晒すこともあった。雰囲気や外観がアンタークに似ていたことから、精神的に追い詰められていたフォスが混同し、さらには一時暴走し自壊しかける事態にもなるが、その後は落ち着きを取り戻したフォスの提案で、金剛先生から名前を付けられ、フォスと組むことになる。
カンゴーム自身は黒色だが、髪の毛だけは白色である。ゴーストを連れ去られた戦闘の際に左腕を失い、代わりにスモーキークォーツ（煙水晶）をつないだ直後は、光の吸収率をあげて馴染ませるために白粉を肌に塗っていなかったが、冬の担当になった時から白粉を塗るようになる。左腕の接着に負担をかけないため、白シャツは肩口部分がゆったりしたバルーンの長袖で、白い靴下と長靴タイプのブーツを着用。可愛い服ばかり着せられていることを、レッドベリルや月人のせいにして言い訳している。
フォスの一度目の月行き計画に協力させられた際は見事な演技力を見せている。フォスの帰還後は彼が何か隠していると怪しむも追及はせずに夏眠に入る。2度目の月行き計画には出発直前に誘いを受け、乗り気で無かったもののフォスに頼み込まれたことで渋々同行する。月でも、パパラチア復活にはしゃぐ宝石たちから距離をおき、渋い表情で状況を冷静に観察している。
硬度4度以下の宝石は再生不可能と判明した際には、沈み込むフォスを見かね、自分の表面に合成アンタークを外装するようエクメアに要求する。しかしエクメアは、カンゴームが瞳の虹彩に残っているゴースト・クォーツの遺志による「呪い」に縛られていることを見抜き、アンタークになることを願うのは、ゴーストの支配に疲れたためだろう、と指摘し、処置を断る。その直後、ゴーストの存在が自分を操ろうとしていることに気付いたカンゴームは、初めて「嫌だ」「自由になりたい」と自分の意志を叫んだ。
虹彩からゴーストを取り除かれて以降は白粉を塗ることがなくなり、エクメアを強く慕うようになる。宝石は金剛から自立するべきというエクメアの考えから、自我を取り戻し自分の意志や好みを育てるための訓練を、着る服のデザインを自分で選択することからはじめている。
エクメアを慕うようになってから、男性的な口調は変わらないが、仕草や服の嗜好、発言内容は女性的なものになっていく。エクメアと恋仲になり、結婚式を挙げて以降は、月人や他の宝石から「姫」と呼ばれ豪奢な生活を送るようになる。エクメアや月人が金剛の祈りで「無に還る」ことを望んでいると知ると、自身も無に行くことを決意、月人化を望むようになる。200年がたったあとは、姫と呼ばれることに慣れ自分がカンゴームだったことも忘れていた。生き埋めにされた200年の記憶をエクメアにより重点的に再生され、醜く成り果てたフォスを人間のようだと嘲笑し、エクメアは人間を作ることをやめて正解だと言う。
月人化後の名前は「ウェレガト」。月人化してからは、一転してフォスについて「感謝している」と幸せそうに語る。
エクメアがフォスを操作操作していた事実を知るが、結局その真実を他の仲間たちに知らせることはなかったようである。
ヘリオドール
声 - M・A・O
緑柱石の一種ヘリオドール。体色は黄色。
物語開始前に月人に捕らえられた。月人によって鏃に使用されていたため、戦闘時に一部を取り戻すことができたかに宝石には思われていた。しかし、それは実は月人の作った合成宝石であり、部分的に奪還したと思われていた他の宝石と同じく、本物のヘリオドールの部位ではないことをエクメアが明かしている。
ラピスラズリ
愛称「ラピス」。硬度5。生まれながら鉱物6種を含む複合体で、体色は青を基本に、含有されている鉱物がところどころに粒状にきらめいている。
ゴーストと以前コンビを組んでいた宝石。ゴースト以前に図書室を管理しており、ゴーストの「中の子」であるカンゴームも彼の言うことだけは聞いていた。髪をかき上げるように触る癖がある。カンゴームからは知的で慎重な性格だったとされ、彼を知る宝石たちからも同じ印象を持たれていた。
一方で、カンゴームに「100年たってもばれない嘘」を平気で吐くような奴だったとも言われる。またユークレースには、優しいが他のためを考えるより、自分の知的好奇心の充足を優先させるような不安なところがあったと評されている。
現在は頭部だけを残して月に連れ去られている。彼の頭部はゴーストによって保管されていたが、後にフォスが頭を失った際に新たな頭部としてフォスの体に接合される。フォスが102年ぶりに目を覚ました夜に夢に現れ、情報を整理した上で助言し、自身の思考力・情報分析力を分け与えている。

### 月人
エクメア/エンマ
月人の指導者的存在。
容姿端麗な青年の外見をしているが、性別については言及されていない。月人からは「王子」と呼ばれ慕われているが、王族というわけではなく、特別な個体に対する尊称である。
金剛の祈りを得るため、宝石の拉致をはじめ様々な方策を弄してきたが、効果が見られず手詰まりに陥っていた。そこへフォスが宝石として初めて月へ乗り込んできたため、彼を歓迎する。そしてフォスが発案した金剛に対する宝石の裏切り計画に賛同し、金剛のもとへ送り戻す。その際、監視のためフォスの左目をえぐり出し、合成真珠の眼球に強制的に付け替えている。その後、フォスが他の宝石をも連れてきたことで、宝石たちの要望などにより新しい動きが生まれ、停滞していた6つの月が文化活動により活気を取り戻しつつあることに希望を見出だし、フォスに感謝している。
冷静沈着かつ卑劣な手段を厭わない、優れた頭脳と指導力の持ち主。上記の経緯から、フォスはその性格を「狡猾残酷」と評している。しかし繊細な一面もあり、他の月人によると失敗続きの自分を卑下して度々落ち込んでいる。自分達を「誰の祈りも得られなかった個体」「クズの成れの果て」と自嘲しており、この呪いから早く仲間達を開放したいと願っている。またフォスを人間にする過程で、カンゴームには彼自身の意志によらない、予定外の負担をかける結果となったことを気にかけており、計画上奪うことになってしまった彼の腕を、いずれ元に戻すため保管し続けていた。その後カンゴームとは互いに想い合う仲となり、周囲に認知させる目的もあって、結婚式を挙げる前から彼を「妻」と称していた。
本名はエンマ。かつて金剛が「祈り」により少人数の魂を分解していたころ、分解の優先順位を付けるためクメア（屑籠の意味）地区に団体調査隊員として訪れ、犯罪地域であるクメア地区の地獄絵図状態に逃げ出した他の隊員と異なり、わざと自ら取り残されたことからエクメアと呼ばれるようになった。ただし本人はこの名前で呼ばれることを嫌がっている。当時はひょろひょろと痩せた白衣と眼鏡の青年だった。クメア地区のリーダーとなり分解の順番を譲ってまで治安を安定させたものの、宝石が産まれ始めたころに金剛が壊れ、現在に至っている。
フォスの修復にあたり、宝石たちによりバラバラにされ生き埋めにされていた200年の記憶を重点的に修復するよう指示し、これがフォスが決定的な発狂状態に至る原因となった。実際はそれよりも前、物語当初から秘かにフォスを人間として仕立て上げるよう操作しており、金剛の致命的な故障を乗り越えるため、フォスに人間を超えてもらおうと画策していた。
セミ
月でのフォスの監視兼世話係。エクメアからは「将軍」とも呼ばれている。他の月人より体格がよく、おっとりとした性格をしており、フォスを慕っている。世話役としてはあまり優秀ではないが力は強く、地上では仁王の様な姿となり、若年の宝石4人をあしらい、ボルツとも互角に戦っている。
アベというセミとそっくりな姿をした女性型の月人がいるが、双子というわけではない。王子の側近だとダイヤモンドたちに紹介されている。
クイエタ
月人のファッションデザイナー。ボブヘアのずんぐりした女性の姿をしている。月人のなかでも特に珍しい眼鏡をかけながら、デザイン的にも見た目が月人なのか人間なのかわからないほどのカジュアルな服装を着こなす。エクメアの服専任だが、エクメアの箪笥がいっぱいで服装の更新が出来ないとして新作をせず、エクメアからサボっていると言われている。弟子であるキマに指導や助言もする。冷静な性格。エクメアとカンゴームの結婚式では、宝石たちが訪れたことで停滞していた月の文化や技術が再び発展し始めたことをフォスに話し、「きっと私たちは無に近付いているわ」と喜びを語った。
キマ
クイエタと同じくデザイナーでクイエタの弟子。見た目がお団子ヘアの普通の女性の姿をしている。「ストゥラニカのメインディレクター」と自己紹介している。師匠であるクイエタの了解を得ないまま、ボロボロの服装と気絶したフォスの月の新しい服装をデザインをしたことがばれたが、クイエタ本人に称賛され褒められた。
バルバタ
月人の技術者。砂にされた宝石を再生させる作業の責任者。フォスに対し、レッドダイヤモンドが再生工程にある現在の状況を見せる。宝石たちが月人化を望むようになると、技術開発に必要な基礎知識を宝石たちに教える教師役も担うことになる。しかしセミによると実は研究より料理が好きであり、その腕前はプロ以上だという。結婚式でもその腕を振るい、月人はもちろん、宝石たちをもその味の虜にしていた。

#### 月人が送り込んだもの
しろ
二重の黒点から出現した異形の者。通常の月人と違い、筋肉質の肉体と3対の目に6本の腕、毛の生えた尾を持つ。「学校」に入り込み、宝石たちに切られるたびに分裂し、最終的に愛くるしい子犬のような姿になる。子犬状の分裂体を一か所に集めると、また元の姿に戻る性質を持つ。金剛を慕っているかのようなそぶりを見せ、金剛も「しろ」と名前を呼んで芸をさせ、腕を一本失くしていることに気付いて心配していた。金剛の傍らで最後の分裂体が元に戻ったあと、満足した様子で甘え、金剛の手を舐めて消えていった。金剛としろが見せたこれらの様子が、フォスに月人と金剛の関係性に疑念を抱かせるきっかけとなる。
子犬状になると攻撃力も無く、宝石たちからは可愛らしい外見やふわふわな感触が好評で、後にレッドベリルによりぬいぐるみのようなレプリカが多数作られ、100年以上の年月が経っても宝石たちに愛玩されている。
その正体は、かつて金剛の飼っていた犬の魂を月人が再生した変容体。
分子構造パズルゲーム
二重の黒点から出現した異形の群。ゲームの駒のような丸・三角・四角などの小さな板状の体に目と手足がついた姿をしている。小さな黒雲状の黒点から、トパーズやブルーゾイサイトなど、月人に連れ去られていた宝石の結晶に擬態した姿で現れ、宝石が近づくと破裂すると同時に中から飛び出す。破裂の威力はフォスの合金の盾を破る程で、破裂によって破損した宝石の体の一部を持って、小さな黒雲を足場として跳びながら逃げていく。集団で飛びかかり宝石の体を破断面から直接剥ぎ取りもする。
後続で現れた月人により追加で大量に投下され一斉に破裂し、月人の攻撃と合わせてフォスら4人の宝石を砕き連れ去ろうとする。駆け付けたボルツらによって倒され集められたあとに、金剛の手元で涙を流しながら消滅する。
その正体は金剛の愛用していたゲームの変容体。
博士
三重の黒点から出現した人型。白衣のようなものを着ており、顔にあたる部分はひしゃげているような状態で顔面を構成していない。立ち上がって以降は動かず、立っているだけで宝石たちを全く攻撃してこない。金剛先生はこの者の姿を目にした時動揺した様子を見せ「博士」と呼びかけたが、すぐに「偽物」と断じた。しかし、自身では攻撃できないとしてフォスに斬らせたために消滅する。
エクメアによると、金剛を作った人間の雌の再現を目指した月人の手による不完全な模造体。

### アドミラビリス族
ウェントリコスス
声 - 斎藤千和
アドミラビリス族の王で、アクレアツスの姉。当初は桃橙色の巨大なカタツムリのような姿をしており、その身体は宝石たちやその武器を溶かし、また傷つけられても再生する能力がある。
月人によって学校に落とされ、破損した殻を修復すべくフォスを飲み込み溶かして殻と融合させてしまう。ボルツとダイヤに殻を壊されて中身を出され、学校の海水の池に落とされたことで縮んでウミウシのような姿になる。殻の修復能力を知らない宝石たちからは当初、フォスが動物に変化した姿と思われていた。殻から分離され復活したフォスと会話できるようになり、金剛に「貝の王」として歓迎されたことでフォスが接待することになる。
海中の故郷付近で人型に戻った際には、上半身は人間で下半身は複数の触手でできたドレスを着た女性のような姿をとっている。自分では「セクシィ」だと思っているが、フォスには「似ている姿だけど宝石より下品」と評されている。宝石たちに対しては「可愛い子ちゃんばかり」とはしゃぎ、金剛に対しては「いい男」と見惚れ、またシンシャやボルツのようなツンとした子が好みと語っている。
アドミラビリス族に伝わる「伝説」として、かつての「にんげん」が、魂である月人・肉であるアドミラビリス族・骨である宝石の3つに分かれたとされていると語る。月人は肉と骨を取り戻して「にんげん」に戻ろうとしているのではないか、という推論をフォスに示す。
月人に飼われ知性を失ったアドミラビリス族の中で唯一正気を保っており、月人との取引で、宝石と引き換えに弟であるアクレアツスを取り戻すべく、フォスを海中へ招き寄せる。しかし正気を取り戻したアクレアツスが月人を撃退したことで、フォスを渡さずに済む結果となる。事情を知ったフォスが「王を許す」としただけでなく、同族のために苦心し行動したウェントリコススを賞賛までしたこともあって改心した。他の仲間を取り返すためにさらにフォスを使おうとしたアクレアツスを「変わらなければ月人と同じになってしまう」と制し、フォスを陸に戻す。フォスがラピスラズリの頭を結合した後に目覚めた102年後ではすでに死亡しており、子孫であるウァリエガツスが、ウェントリコススはフォスを騙したことを生涯に渡り悔いていた、と伝えている。
アクレアツス
声 - 三瓶由布子
ウェントリコススの弟。同じく月人に飼われており、宝石と引き換えにウェントリコススの元へ戻されるという取引の材料になっていた。人型になると下半身にある2本の脚のような部位で歩行し、肩から背にかけて複数の細長い伸縮する触手を持つ。ウェントリコススに「食うと戦うしか能がない」と言われている通り戦闘力は高く、引き渡し時に意志と思考を取り戻し、触手を自在に操って戦い月人の撃退に成功する。
殻持ち状の形態の際は黒いメンダコのような姿をしており、フォスは「かわいい」と評している。殻の部分はホネガイのように鋭く尖った突起が多数ある貝の形をしており、両足を失ったフォスに自身の殻からアゲートの詰まった2本の棘を与える。
ウァリエガツス
ウェントリコススから数えて5代目のアドミラビリス族の王。人型になった際には小柄な子供のような姿になる。作中で再誕した方のモルガとゴーシェに殻をなくしたウミウシの姿で捕獲され、その後学校の池の傍でアドミラビリス族と会話のできるフォスと対面する。歴代の王の中で一番臆病らしく、勇気を試すために地上に上がってきたという。フォスのことは同族の中で「祖先を月人から解放した伝説」となっているため知っていたが、名前は累代を経て「ポスポピペロペロ」と誤って伝えられている。フォスがウェントリコススから聞いた直後に身体の欠損により失っていた記憶である「にんげんと宝石・月人・アドミラビリス族」の関係の言い伝えを改めて伝え直し、宿願を語ったことで、フォスの進む道に重要な示唆を与えることになる。

### その他
アユム博士
フォスが受け継いだ金剛の記憶に登場する人間。機械である金剛先生を作り上げた女性の研究者。金剛からは「お母さん」と呼ばれる。白犬のしろの飼い主。顔に錆のような大きなシミがあり、左胸には穴が開き人工心臓のような機械が露出している。金剛に人類の終焉と無機物の時代が来ると教える。金剛に新しい世界へ橋をかける役割を与え、「渡ったら橋は燃やして」の言葉を残す。
金剛の兄 / 兄機
アユム博士が金剛の前に作った機械。黒い立方体でレンズのような目がひとつついている。隕石の予想を意図的にはずして地上に衝突させたため、廃棄されたが、意思は海に漂い流氷となった。フォスの両腕を奪っている。
月人が消滅し、フォスと岩石生命体が交流するようになった時、眼球に蜘蛛のような細長い手足をつけた姿で海からあがってくる。足の1本にはチップスの匂いの種子のような物体が絡まっている。石ころたちからは「ぷーぷ」と呼ばれる。
アユム博士をママと呼ぶ。本人の説明によれば、博士が上司に手柄を横取りされいじめられていたので上司を狙って隕石を落としたという。廃棄される前、博士がダミーパーツとすり替え、コーヒーカップに入れられて海に流されたあと地球の変貌を見守っていた。
地球滅亡直前、種子が脱出ポッドに変形し、石ころたちと地球を脱出する。
石ころ
月人消滅後の地上に現れた意思や言葉を持った岩石生命体。宝石や月人と違い人間の要素を持たない。移動できるものとできないものがいる。詩や歌を作り、フォスと交流した。

## 用語
宝石
人型をした宝石生命体のような存在。物語開始時で28人いる。それぞれ宝石としての種類が違うため、身体の硬度と靭性や体色が違う。本来は一個体の髪も肌に当たる部分も中も同色で成り立っている。いずれの宝石も性別がなく無性であり、生殖能力も持たない。人称代名詞は、一人称は「僕」「俺」「私」と男性形・女性形の両方を使用するが、三人称は「彼」「兄」「弟」等の男性形を使用し、「妹」「姉」「彼女」といった女性形の単語・表現は一切使われない。口調は女性語・男性語の両方を使う。作者は上半身は少年・下半身は少女をイメージして描いていると語っている。作中では個人名ではなく、身体を構成している宝石名で呼び合う。生まれ持った個々の身体的な性能差が大きいことから協調性はやや乏しい。
体内に微小生物がインクルージョンとして内在されており、割れたり砕けたりしても破片が揃えばインクルージョンの働きで元に戻ることができるが、身体部位を欠損するとその部位に存在していたインクルージョンが保持していた記憶を失う。また、髪部分のインクルージョンは微小であり欠損しても記憶にほぼ影響はない。欠損した場合はインクルージョンを内在していない元の身体に近い構成の鉱物によって補うことも可能だが、接合が上手くいくかどうかはインクルージョンが補った部位にうまく馴染むかによる。砂粒程度に細かくなっても相応量が集まれば接合可能で、人型で復活できるため、死の概念がなく非常に長寿。年齢が明らかになっている者で最年長は3600歳ほど、最年少でも300歳であったが、作中で新たに生まれた者が70歳時に登場している。月人に捕われ砕かれて砂にされ6つの月に撒かれた宝石に関しては、硬度4以下は砂同士の擦れ合いなどで、微粒子化され宇宙空間に流れ出し散逸しているので再生不能となっている。
海で朽ちた古代生物としての「人間」が微小生物によって食われ分解されていく中で無機物となり、万年億年単位で地中をさまよったあげくに堆積したとされる「緒の浜」から生まれるが、人型生命体として生まれてくることは珍しく、大方は人型になり損なって宝石や貴金属や鉱物の塊や細片となる。生まれてから身体的な成長がある。
金剛先生のもと「学校」と呼ぶ建物で暮らし、戦闘・見張り・医療・工芸などの仕事をひとつかふたつ担当しながら生活している。学校となっている建物は、金剛先生が2番目に出会った宝石のフローライトの硬度が低かったため、砂塵から守る必要から巨大な石英をくり抜いて建てられた。服装は、服飾担当の宝石が縫製した制服を揃って着ている。基本は白い半袖シャツ、黒いタイ、半ズボンの組み合わせだが、ボトムは吊りズボンや胸下切り替えやオールインワンなどシーズンごとに多少デザインが違っており、生息域が氷と雪に覆われる冬になると活動中の者は月人の目に止まらないように白バージョンの制服を着るようになっている。靴は、黒のローファー・パンプス・ハイヒールなど各人で違ったものを履いている。冬の担当は長靴（ヒールありの膝上丈ブーツやブーティー、レインブーツなど）。担当が不在になってからは、起きている宝石が大勢で協力して流氷割りもする。直接素肌で触れ合うと「超過敏反応」により割れたり欠けたりすることもあるため、黒か白かグレーのストッキングやオペラ・グローブを身に着けている者もいる。皆それぞれに美しい容貌をしているが、これは生まれてくると金剛が削って整えているためである。
春から秋に外の見回り組と戦闘組の武器は武器担当の宝石が製作した黒い刀剣を扱い、冬に活動する者は、流氷割りの仕事に対応するため武器に黒いノコギリを扱う。
栄養摂取するための経口による食事はせず、インクルージョンが光を栄養とするとしているために「光を食べる」「光が美味しい」といった言い回しをすることがある。夜は活動が鈍るため眠り、雪が降り続け晴れる日の少ない冬の間は一部を除いて冬眠するというように、睡眠休息を必要とする。海中・水中や大気濃度の違う月でも活動できるが、活動過多による疲労は生じている。
身体が割れたり砕けたりすると、医療として「糊」を塗って繋いで修復する。肌の部分にはオシロイバナの実から作るお白粉を塗っているが、これは金剛先生が初めに出会った宝石である レッドダイヤモンドが金剛先生と同じ肌色であることを望んだためで、海や池に入る場合は白粉が落ちないように、耐塩樹脂を塗る。身体が砕けたり活動休止状態になることはあっても不死のため諦めが悪い性質であり、貴重な麻や紙や木製の器などをはじめ、物を大切にする傾向がある。夜間の灯りなどは飼育した発光するクラゲから得ており、作中で宝石が「火」を使用している場面はない。
宝石たちは「人間」については、その名称を含め直接的な情報は教えられていないが、自分たちの元になった古代生物としておぼろげな認識を持っている。宝石の伝承と良く似た内容のアドミラビリス族の伝説では6度の流星襲来により滅んだ人間から「魂と肉と骨」とに別れて変化したうちの「骨」にあたるとされており、自らを「肉」の種族とするアクレアツスからは「骨の者」と呼ばれている。
月人（つきじん）
月から群で襲来し、宝石たちを狩る敵。月人の住む月は、大昔の流星によって宝石たちの星から欠けたものから成っている。中央部には器を持った仏像の姿をした巨大な月人が配置され、それを取り囲むように配置された「雑(ぞう)」と呼ばれる宝石たちと同じ体格の月人が、弓矢や槍・刺又のようなもので攻撃してくる。通常は中央の月人を破壊すると霧散するが、中には霧散せずそのまま攻撃してくる「新式(しんがた)」と呼ばれるタイプがおり、半壊した仏像姿のまま宝石を用いた武器による攻撃を行う。
予兆として「黒点」とよばれる空に黒い影が現れるため、昼間は宝石たちが分担して巡回を行っている。襲撃は晴天の日中3日につき一回が平均で、夜や雨の日は現れないとされている。晴天の少ない冬は出現回数が極端に減る。彼らが攻めて来る理由についてウェントリコススは「天敵もいないのに争いを好む」種族なのではないかと考察している。
金剛は、宝石を捕らえようとするのは装飾品にするためとして話していた。その一方で、ウェントリコススの語った伝説では「にんげん」から別れたうちの「魂」にあたり、「にんげん」に戻るため「肉」であるアドミラビリス族と「骨」である宝石を手に入れようとしているとの推測がされていた。
正体は「人間の魂」の変容体。月人であるエクメアによれば、人として死亡した後に「祈り」によって魂の分解がなされなかった者達の成れの果てで、作中の月に留まっている。複数の人間の魂が一度混ざり合った後に再分離した存在で、倒しても再生可能な不死の存在だが、宝石と違い食事や排泄といった生命維持活動があり、人間のような営みを無為に長く続け繰り返していることを苦痛に思っている。そのため自分たちを分解し、無と安寧の領域に向かわせることの出来る"金剛の祈り"を希求しているが、あらゆる手段を用いても金剛が月人のために祈ろうとはしないため、金剛を動かすための方策のひとつとして、金剛が大切に思っている宝石たちを攫ったり、過去に金剛が思い入れがあった物を敵として送り込んだりしている。月に連れてきた宝石達に協力を求めたこともあったが、大抵は自壊するか異常をきたして活動停止してしまったため、現在は金剛に見せつけるために砕いて粉にして光る砂として地にならして月を飾り立てている。その砂を家畜化した「肉」の者たちによって肥料としてぞんざいに扱い食わせている。ウェントリコススからのグルメ評価によると、宝石たちの砂は甘いらしい。
宝石の星の大気が苦手なため息を止めており、一切言葉を発しないが、月では呼吸できるため通常に会話する。機械文明をもたない宝石の国と違い、月世界では高度な技術や文明が発達していて、内部から特殊な金属と鉱油が吹き出てくるという特異な環境を利用した広大な都市的建造物もあり、未完成ながら人間の再合成を試みており、武器として使う合成宝石を製造し、アドミラビリス族らを飼育している。
宝石と同様に性別は存在しないが、月での姿は人間に近い。宝石たちの星で仏像の姿を取るのは、エクメアによると「金剛が従うべき者の姿」であるらしい。
アドミラビリス族
宝石と同じく古代動物である人間を祖先とする「魂と骨と肉」の種族のなかの「肉」と伝えられている生物で、海に棲む。本来は人型だが、初登場時にはウミウシやナメクジやメンダコのような軟体生物が、殻を背負ったカタツムリや貝のような形状であらわれ、故郷の海では人型になれるとしている。なお殻は石を食べることで後天的に生成されるもので、食べた石の色がそのまま殻の色となり、また殻が無くとも生存に支障はない。不死である宝石や月人と違い、性別があり生殖し死んで次へと代を累ね知識を繋いでいくという種族で、フォスが関わったウェントリコススは、子孫にあたるウァリエガツスとフォスが出会った100年後には死んでおり、既に5世代を経ていた。
作中では元々は宝石たちのいる陸の近海で暮らしていたが、月人に種族ごと根こそぎ狩られて月に連れ去られ、月で月人により「甘い水」と「甘い砂」で養殖され、思考を奪われ、飼われている間に巨大化するという境遇になっているが、ウェントリコススとアクレアツス姉弟が、月人の謀った宝石襲撃の策略中に逃亡することに成功し、元の海で細々ながらも子孫が繁殖している。その子孫たちも、フォスに金剛の機能が移植された際、全員が月へ回収された。
エクメアによると、かつて深刻な食糧不足に見舞われウェントリコススの2代前の王の望みで種族ごと月へ移民したと言う。

## 書誌情報
- 市川春子 『宝石の国』 講談社〈アフタヌーンKC〉、全13巻
  1. 2013年7月23日発行（同日発売[講 1]）、ISBN 978-4-06-387906-3
  2. 2014年1月23日発行（同日発売[講 2]）、ISBN 978-4-06-387950-6
  3. 2014年8月22日発行（同日発売[講 3]）、ISBN 978-4-06-387992-6
  4. 2015年5月22日発行（同日発売[講 4]）、ISBN 978-4-06-388044-1
    - 『カードゲーム付き 4巻特装版』同日発売[講 5]、ISBN 978-4-06-362299-7

  5. 2015年11月20日発行（同日発売[講 6]）、ISBN 978-4-06-388101-1
  6. 2016年9月23日発行（同日発売[講 7]） ISBN 978-4-06-388185-1
    - 『エコバッグ付き 6巻限定版』同日発売[講 8]、ISBN 978-4-06-362329-1

  7. 2017年5月23日発行（同日発売[講 9]） ISBN 978-4-06-388259-9
    - 『ILLUSTRATION BOOK付き限定版』同日発売[講 10]、ISBN 978-4-06-362365-9

  8. 2017年11月22日発行（同日発売[講 11]）、ISBN 978-4-06-510363-0
  9. 2018年10月23日発行（同日発売[講 12]）、ISBN 978-4-06-513101-5
    - 『小画集付き特装版』同日発売[講 13]、ISBN 978-4-06-513102-2

  10. 2019年8月23日発行（同日発売[講 14]）、ISBN 978-4-06-516738-0
    - 『描き下ろし小冊子&シール付き特装版』同日発売[講 15]、ISBN 978-4-06-516739-7

  11. 2020年7月20日発行（同日発売[講 16]）、ISBN 978-4-06-520224-1
    - 『描き下ろし小冊子&シール付き特装版』同日発売[講 17]、ISBN 978-4-06-520223-4

  12. 2022年11月22日発行（同日発売[講 18]）、ISBN 978-4-06-529732-2
    - 『描き下ろしハードカバー上製本付き特装版』同日発売[講 19]、ISBN 978-4-06-529733-9

  13. 2024年11月21日発行（同日発売[講 20]）、ISBN 978-4-06-537477-1
    - 『完全描き下ろし豪華本付き特装版』同日発売[講 21]、ISBN 978-4-06-537478-8

## コラボレーション
- 石と賢治のミュージアム「宝石の国展」（岩手県一関市） - 2018年4月1日から7月19日までキャラクターイラストとモデルとなった原石を展示した[22]。
- フォッサマグナミュージアム「宝石の国」展（新潟県糸魚川市） - 2018年9月8日から10月28日まで開催された[23]。

## テレビアニメ
2017年10月より12月までMBS・TOKYO MXほかにて3Dアニメとして放送された。アニメーション制作として携わるオレンジの初の単独元請け作品となる。
ストーリーは、フォスフォフィライトが博物誌の編纂の仕事を与えられてから、金剛に疑問を持ちシンシャへ協力を求めるまで（単行本1-5巻相当）を描く。
2018年、VFX-JAPANアワード 2018テレビ番組 アニメCG部門最優秀賞を本作が受賞した。

### スタッフ
- 原作 - 市川春子（講談社『アフタヌーン』連載）
- 監督 - 京極尚彦
- シリーズ構成 - 大野敏哉
- キャラクターデザイン - 西田亜沙子
- CGチーフディレクター - 井野元英二
- コンセプトアート - 西川洋一
- 美術監督・美術設定 - 赤木寿子
- 美術監督 - 金子雄司（第六・十話） 、安藤愛莉（第十一話）
- 色彩設計 - 三笠修
- 撮影監督 - 藤田賢治
- 編集 - 今井大介
- 音響監督 - 長崎行男
- 音楽 - 藤澤慶昌
- 音楽プロデューサー - 三上政高
- 音楽制作 - 東宝
- プロデューサー - 山崎慶彦、藤野麻耶、清水美佳、馬場楊子、亀井博司、多田祐一、上治知世、吉田健人、金子広孝
- プロデュース - 武井克弘
- 制作プロデューサー - 和氣澄賢
- 制作 - オレンジ
- 製作 - 「宝石の国」製作委員会

※スタッフは各回クレジットおよび番組公式HPより。

### 主題歌
「鏡面の波」
YURiKAによるオープニングテーマ。作詞・作曲・編曲は照井順政。

「煌めく浜辺」
大原ゆい子によるエンディングテーマ。作詞・作曲・編曲は鈴木慶一。
「liquescimus」
第8話でのみ使用されたフォスフォフィライト（黒沢ともよ）によるエンディングテーマ。作詞・作曲・編曲は志娥慶香。
「鏡面の波[Orchestra Ver.]」
第12話でのみ使用されたYURiKAによるエンディングテーマ。作詞は照井順政、作曲は照井順政、藤澤慶昌、編曲は藤澤。

### 各話リスト
| 話数     | サブタイトル         | 脚本             | 絵コンテ         | 演出     | CGディレクター |
| -------- | -------------------- | ---------------- | ---------------- | -------- | -------------- |
| 第一話   | フォスフォフィライト | 大野敏哉         | 京極尚彦         | 京極尚彦 | 茂木邦夫       |
| 第二話   | ダイヤモンド         | 大野敏哉         | 京極尚彦         | 京極尚彦 | 茂木邦夫       |
| 第三話   | メタモルフォス       | ふでやすかずゆき | 武藤健司         | 武藤健司 | 越田祐史       |
| 第四話   | 魂・肉・骨           | ふでやすかずゆき | タムラコータロー | 松見真一 | 都田崇之       |
| 第五話   | 帰還                 | ふでやすかずゆき | 京極尚彦         | 京極尚彦 | 茂木邦夫       |
| 第六話   | 初陣                 | 大野敏哉         | 武藤健司         | 武藤健司 | 越田祐史       |
| 第七話   | 冬眠                 | 井上美緒         | 武藤健司         | 松見真一 | 都田崇之       |
| 第八話   | アンタークチサイト   | 井上美緒         | 京極尚彦         | 京極尚彦 | 茂木邦夫       |
| 第九話   | 春                   | ふでやすかずゆき | タムラコータロー | 松見真一 | 都田崇之       |
| 第十話   | しろ                 | ふでやすかずゆき | 武藤健司         | 武藤健司 | 越田祐史       |
| 第十一話 | 秘密                 | ふでやすかずゆき | タムラコータロー | 久野遥子 | 都田崇之       |
| 第十二話 | 新しい仕事           | ふでやすかずゆき | 京極尚彦         | 京極尚彦 | 茂木邦夫       |

### 放送局
本放送終了後の2017年12月30日にBS11で第8話のコメンタリー付き再放送が行われた。コメンタリーの出演は和氣澄賢（制作プロデューサー）、山本健介（VFXアートディレクター）および茂木邦夫（CGシステムディレクター）。
| 放送期間                 | 放送時間                     | 放送局   | 対象地域   | 備考                                          |
| ------------------------ | ---------------------------- | -------- | ---------- | --------------------------------------------- |
| 2017年10月7日 - 12月23日 | 土曜 21:30 - 22:00           | AT-X     | 日本全域   | 製作参加 / CS放送 / リピート放送あり          |
|                          | 土曜 22:00 - 22:30           | TOKYO MX | 東京都     | リピート放送あり                              |
|                          | 土曜 23:00 - 23:30           | BS11     | 日本全域   | 製作参加 / BS放送 / 『ANIME+』枠              |
| 2017年10月8日 - 12月24日 | 日曜 2:38 - 3:08（土曜深夜） | 毎日放送 | 近畿広域圏 | 製作参加 / 字幕放送 / 『アニメシャワー』第2部 |

| 配信開始日     | 配信時間        | 配信サイト |
| -------------- | --------------- | --- |
| 2017年10月8日  | 日曜 12:00 更新 | dアニメストア Amazonビデオ Comic Festa アニメZone FOD Google Play YouTube GYAO!ストア HAPPY!動画 J:COMオンデマンド ビデオパス みるプラス TSUTAYA TV VIDEX アクトビラ ニコニコ動画 バンダイチャンネル ひかりTV |
| 2017年10月11日 | 水曜 0:00 更新  | dTV Hulu U-NEXT MBS動画イズム Mキャス アニメ放題 ふらっと動画 |

### BD / DVD
| 巻 | 発売日         | 収録話          | 規格品番   | 規格品番   |
| 巻 | 発売日         | 収録話          | BD         | DVD        |
| -- | -------------- | --------------- | ---------- | ---------- |
| 1  | 2017年12月20日 | 第1話 - 第2話   | TBR-27351D | TDV-27357D |
| 2  | 2018年1月17日  | 第3話 - 第4話   | TBR-27352D | TDV-27358D |
| 3  | 2018年2月14日  | 第5話 - 第6話   | TBR-27353D | TDV-27359D |
| 4  | 2018年3月14日  | 第7話 - 第8話   | TBR-27354D | TDV-27360D |
| 5  | 2018年4月18日  | 第9話 - 第10話  | TBR-27355D | TDV-27361D |
| 6  | 2018年5月30日  | 第11話 - 第12話 | TBR-27356D | TDV-27362D |

### Webラジオ
『宝石の国ラジオ 〜金剛先生がお呼びです！〜』は、2017年10月6日から12月29日まで音泉にて隔週金曜に配信されていた番組。全7回。パーソナリティは金剛先生役の中田譲治。
2018年3月8日に発表された第4回アニラジアワードにて、「BEST MALE RADIO 最優秀男性ラジオ賞（新人枠）」を受賞した。
コーナー
- ふつおた - ふつおたコーナー。
- 金剛先生への質問箱 - リスナーからの質問を募集するコーナー。
- マイ硬度 - リスナーから募集したこだわりの話を元に、中田がリスナーの硬度を独断で決めていくコーナー。

ゲスト
- 第1回 - 黒沢ともよ（フォスフォフィライト 役）
- 第2回 - 小松未可子（シンシャ 役）
- 第3回 - 茅野愛衣（ダイヤモンド 役）、佐倉綾音（ボルツ 役）
- 第4回 - 皆川純子（イエローダイヤモンド 役）、内山夕実（ルチル 役）
- 第5回 - 伊瀬茉莉也（アンタークチサイト 役）、YURiKA（OP主題歌担当）、大原ゆい子（ED主題歌担当）
- 第6回 - 高垣彩陽（ジェード 役）
- 第7回 - 黒沢ともよ、京極尚彦（アニメ監督）

| Vol. | 発売日        | 新規録りおろしゲスト            | 過去配信回    | 規格品番       |
| ---- | ------------- | ------------------------------- | ------------- | -------------- |
| 1    | 2018年2月28日 | 黒沢ともよ、京極尚彦            | 第1回 - 第4回 | TBZR-0967/0968 |
| 2    | 2018年3月21日 | 斎藤千和（ウェントリコスス 役） | 第5回 - 第7回 | TBZR-0998/0999 |

| 毎日放送 アニメシャワー 第2部 | 毎日放送 アニメシャワー 第2部 | 毎日放送 アニメシャワー 第2部 |
| 前番組                        | 番組名                        | 次番組                        |
| ----------------------------- | ----------------------------- | ----------------------------- |
| 賭ケグルイ                    | 宝石の国                      | ラーメン大好き小泉さん        |
| BS11 ANIME+ 土曜23:00枠       |                               |                               |
| ひなろじ〜from Luck & Logic〜 | 宝石の国                      | BanG Dream!（再放送）         |

## ゲーム
三国志大戦
セガ・インタラクティブのアーケードゲーム。
2020年2月13日より、本作のフォスをモデルにした諸葛瞻（声 - 堀江由衣）が登場している。

### 書誌情報
以下の出典は『講談社コミックプラス』（講談社）内のページ。書誌情報の発売日の出典としている。
1. ↑  “『宝石の国(1)』（市川春子）｜講談社コミックプラス”.   講談社. 2017年5月23日閲覧。
2. ↑  “『宝石の国(2)』（市川春子）｜講談社コミックプラス”.   講談社. 2017年5月23日閲覧。
3. ↑  “『宝石の国(3)』（市川春子）｜講談社コミックプラス”.   講談社. 2017年5月23日閲覧。
4. ↑  “『宝石の国(4)』（市川春子）｜講談社コミックプラス”.   講談社. 2017年5月23日閲覧。
5. ↑  “『カードゲーム付き 宝石の国(4)特装版』（市川春子）｜講談社コミックプラス”.   講談社. 2017年5月23日閲覧。
6. ↑  “『宝石の国(5)』（市川春子）｜講談社コミックプラス”.   講談社. 2017年5月23日閲覧。
7. ↑  “『宝石の国(6)』（市川春子）｜講談社コミックプラス”.   講談社. 2017年5月23日閲覧。
8. ↑  “『エコバッグ付き 宝石の国(6)限定版』（市川春子）｜講談社コミックプラス”.   講談社. 2017年5月23日閲覧。
9. ↑  “『宝石の国(7)』（市川春子）｜講談社コミックプラス”.   講談社. 2017年5月23日閲覧。
10. ↑  “『ILLUSTRATION BOOK付き 宝石の国(7)特装版』（市川春子）｜講談社コミックプラス”.   講談社. 2017年5月23日閲覧。
11. ↑  “『宝石の国(8)』（市川春子）｜講談社コミックプラス”.   講談社. 2017年11月22日閲覧。
12. ↑  “『宝石の国(9)』（市川春子）｜講談社コミックプラス”.   講談社. 2018年10月23日閲覧。
13. ↑  “『宝石の国(9)特装版』（市川春子）｜講談社コミックプラス”.   講談社. 2018年10月23日閲覧。
14. ↑  “『宝石の国(10)』（市川春子）｜講談社コミックプラス”.   講談社. 2019年8月23日閲覧。
15. ↑  “『宝石の国(10)特装版』（市川春子）｜講談社コミックプラス”.   講談社. 2019年8月23日閲覧。
16. ↑  “『宝石の国(11)』（市川春子）｜講談社コミックプラス”.   講談社. 2020年7月20日閲覧。
17. ↑  “『宝石の国(11)特装版』（市川春子）｜講談社コミックプラス”.   講談社. 2020年7月20日閲覧。
18. ↑  “『宝石の国(12)』（市川春子）｜講談社コミックプラス”.   講談社. 2022年11月22日閲覧。
19. ↑  “『宝石の国(12)特装版』（市川春子）｜講談社コミックプラス”.   講談社. 2022年11月22日閲覧。
20. ↑  “『宝石の国(13)』（市川春子）｜講談社コミックプラス”.   講談社. 2024年11月21日閲覧。
21. ↑  “『宝石の国(13)特装版』（市川春子）｜講談社コミックプラス”.   講談社. 2024年11月21日閲覧。